# イセゴイ
イセゴイ （伊勢鯉、学名：Megalops cyprinoides 英名：Indo-Pacific tarpon、インドパシフィック・ターポン） は、カライワシ目イセゴイ科に属する魚。パシフィックターポンやハイレンとも呼ぶ。

## 形態
見た目は同属のターポンに似るが、ターポンは大西洋に分布し、本種よりはるかに大きい。背面はオリーブグリーン、側面は銀色。口は大きく、上を向いている。下顎には細長い骨板がある。背鰭の最後の条は長く、尾近くまで達する。鰾を空気で満たし、そこから酸素を吸収することができる。淡水に生息する個体は全長50 cmをわずかに超える程度だが、海水に生息する個体は1 mを超え、最大で全長1.5 m、体重18 kg の記録がある。寿命は44年以上で、2年以内に成熟する。レプトケファルスから10日間で変態する。

## 分布・生息地
東アフリカとアラビア半島から、南アジア、東南アジア、南日本、フランス領ポリネシア、オーストラリア南部に分布する。海岸、河口および淡水の川や湖に生息する。回遊魚であり、川と海を移動する。漁獲量などが不明な為、生息数に関するデータは不足しているが、分布域全体で一般的である。300点を超える標本が博物館に所蔵されている。

## 生態
日和見的な捕食者で、小魚や甲殻類、稀に植物も捕食する。海水では主にエビやニシン、小魚を食べ、淡水では主にテナガエビとニシンを食べる。
外海と川の間を移動し、主に沖合で年2回産卵する。繁殖は淡水でも海水でも行える。稚魚はレプトセファルス幼生になり、汽水域や淡水域に移動する。
水深50 m以浅の場所の表層で見られる。サンゴ礁、マングローブ、沼地、川、湖、貯水池、氾濫原、運河に生息する。パプアニューギニアでは、オオサンショウモの下で発見された。

## 利用
肉質が非常に柔らかく、小骨が多いので下ろすのに手間がかかる。その反面、独特の金属臭があるとされ、食用として利用される事は少ないが、一方で味には問題なく、美味であるという評価もあり、この差がどのような理由によるものかは不明である。

## 名称
ベンガルでは、koral fish (নানচিল কোরাল)と呼ばれる。インドネシアでは ikan bulan（月の魚）と呼ばれていた。ベトナムでは「cá cháo lớn」 （大きなお粥の魚）と呼ばれている。インドのオリッサ州では、Pani akhia と呼ばれる。

## シノニム
本種には下記のシノニムが知られる。
- Clupea cyprinoides Broussonet, 1782
- Elops cyprinoides (Broussonet, 1782)
- Clupea thrissoides Bloch & Schneider, 1801
- Cyprinodon cundingus Hamilton, 1822
- Elops cundingus (Hamilton, 1822)
- Megalops cundingus (Hamilton, 1822)
- Megalops curtifilis Richardson, 1846
- Megalops filamentosus Lacepède, 1803
- Megalops indicus Valenciennes, 1847
- Megalops macrophthalmus Bleeker, 1851
- Megalops macropterus Bleeker, 1866
- Megalops oligolepis Bleeker, 1866
- Megalops setipinnis Richardson, 1846
- Megalops staigeri Castelnau, 1878